# Leo Lukas (Politiker)
Leo Lukas (* 15. August 1908 in Klagenfurt; † 1. Oktober 1979 ebenda) war ein österreichischer Politiker (SPÖ). Er gehörte acht Jahre lang dem Nationalrat an.

## Ausbildung und Beruf

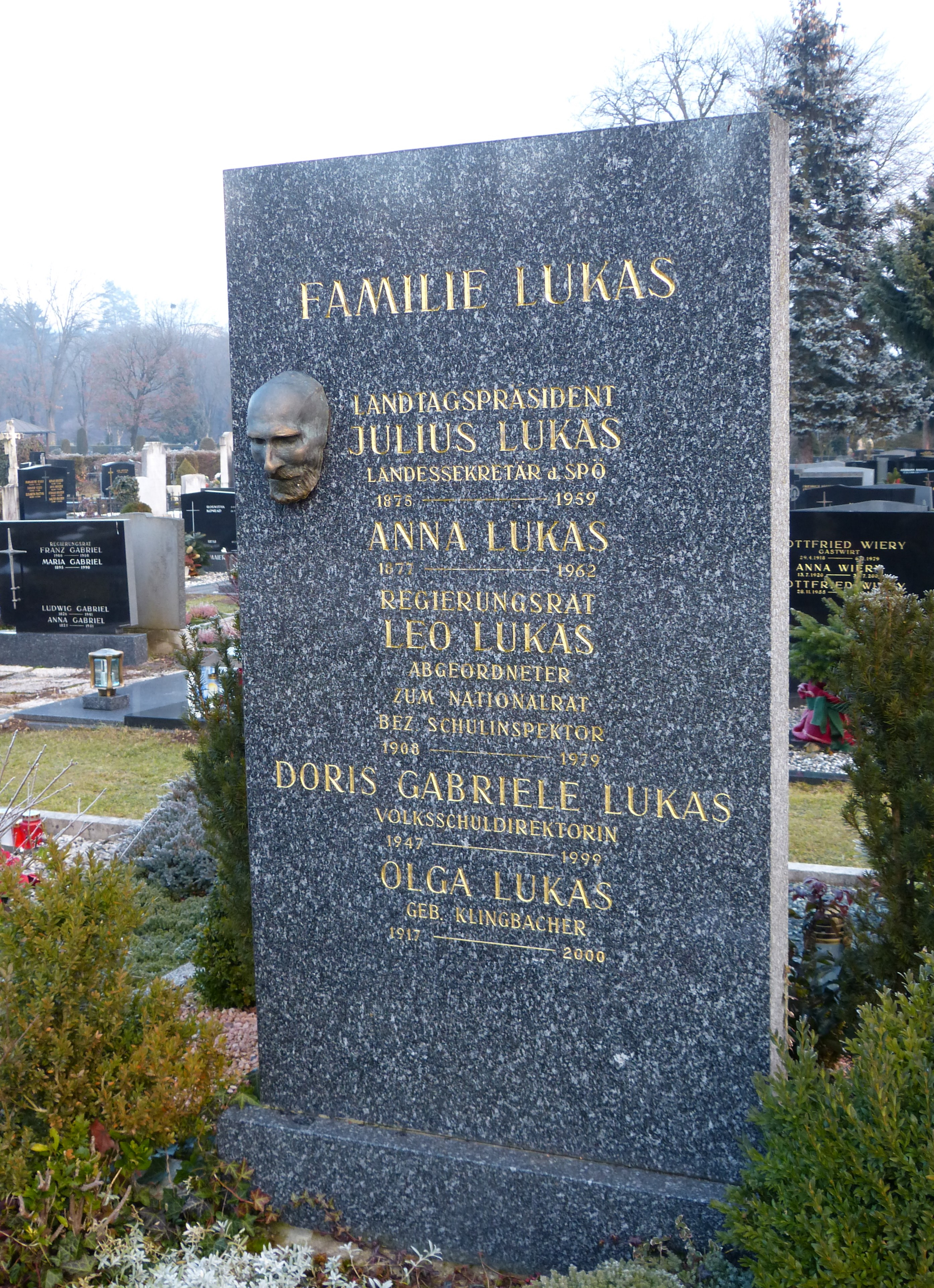
Grabstein für Leo Lukas, Klagenfurt-Annabichl

Leo Lukas besuchte die Volks- und die Bürgerschule in Klagenfurt, ehe er sich in der dortigen Lehrerbildungsanstalt zum Lehrer ausbilden ließ. In diesem Beruf war er in verschiedenen Orten in Kärnten tätig, bevor er im Jahr 1949 Hauptschuldirektor und im Jahr 1951 schließlich Bezirksschulinspektor wurde.

## Politische Ämter
Lukas widmete sich schon früh der Politik und gehörte bis 1934 dem Gemeinderat von Weißenstein an. Nach dem Bürgerkrieg und dem damit einhergehende Verbot der Sozialdemokratischen Arbeiterpartei zog sich Lukas zunächst aus der Politik zurück.
Nach dem Ende des Zweiten Weltkrieges wurde Lukas wieder politisch aktiv und gehörte von 1948 bis 1953 dem Gemeinderat von Klagenfurt an, ehe er in den Kärntner Landtag einzog. Nach der Nationalratswahl 1966 gab er sein Landtagsmandat auf und gehörte bis 1974 dem Nationalrat an, als er während der Gesetzgebungsperiode ausschied.
Lukas war viele Jahre als Vizepräsident der Arbeitsgemeinschaft für Sport und Körperkultur in Kärnten, stellvertretender Bezirksobmann der SPÖ in Klagenfurt sowie im Vorstand des Sozialistischen Lehrervereins tätig.